# Pablo Sebastián Álvarez
Pablo Sebastián Álvarez (San Martín, Buenos Aires, Argentina, 17 de abril de 1984) es un exfutbolista argentino. Se desempeñaba como lateral izquierdo o lateral derecho y su último equipo fue Arsenal de Sarandí, de la Primera División de Argentina.

## Trayectoria
El jugador llegó a Rosario Central a préstamo por 6 meses con opción de compra. A mitad de 2009, Rosario Central, no utilizó la opción de compra y el futbolista regresó al Calcio Catania.
En 2012 acepta irse cedido hasta junio de ese mismo año al Real Zaragoza de la Primera División de España para cubrir el lateral derecho en su objetivo de mantener la categoría, finalmente conseguido. 
Posteriormente, recaló en Catania, donde se mantuvo hasta fines de 2014, luego arribaría a Rosario Central.

### Racing Club
El 2 de agosto de 2016, tras pasar la revisión médica, sella su vínculo a préstamo con la institución académica, tras dejar Rosario Central por un problema personal. Prácticamente, no jugó.

### Huracán
Llegó en el mercado del invierno de 2017, en condición de jugador libre, a préstamo, sin cargo y sin opción.

## Clubes
| Club                    | País      | Año       | Partidos | Goles |
| ----------------------- | --------- | --------- | -------- | ----- |
| Boca Juniors            | Argentina | 2003-2005 | 30       | 0     |
| Estudiantes de La Plata | Argentina | 2005-2007 | 65       | 3     |
| Catania                 | Italia    | 2008      | 15       | 0     |
| Rosario Central         | Argentina | 2009      | 14       | 0     |
| Catania                 | Italia    | 2009-2011 | 67       | 1     |
| Real Zaragoza           | España    | 2012      | 15       | 0     |
| Catania                 | Italia    | 2012-2014 | 38       | 0     |
| Rosario Central         | Argentina | 2015-2016 | 34       | 0     |
| Racing Club             | Argentina | 2016-2017 | 9        | 0     |
| Huracán                 | Argentina | 2017-2019 | 19       | 1     |
| Arsenal de Sarandi      | Argentina | 2019-2020 | 0        | 0     |

## Estadísticas
| Boca Juniors Argentina                      |               |               |     |   |    |    |    |    |      |      |      |
| 1.ª                                         |               |               |     |   |    |    |    |    |      |      |      |
| 2002-03                                     | 1             | 0             |     |   |    |    | 1  | 0  | 0.00 |      |      |
| 2003-04                                     | 4             | 0             |     |   | 5  | 0  | 9  | 0  | 0.00 |      |      |
| 2004-05                                     | 14            | 0             |     |   | 6  | 0  | 20 | 0  | 0.00 |      |      |
| Total club                                  | Total club    | 19            | 0   |   |    | 11 | 0  | 30 | 0    | 0.00 |      |
| Estudiantes Argentina                       | 1.ª           |               |     |   |    |    |    |    |      |      |      |
| Estudiantes Argentina                       | 1.ª           | 2005-06       | 16  | 1 |    |    | 4  | 0  | 20   | 1    | 0.01 |
| Estudiantes Argentina                       | 1.ª           | 2006-07       | 29  | 1 |    |    |    |    | 29   | 1    | 0.03 |
| Estudiantes Argentina                       | 1.ª           | 2007-08       | 14  | 0 |    |    | 2  | 1  | 16   | 1    | 0.06 |
| Estudiantes Argentina                       | Total club    | Total club    | 59  | 2 |    |    | 6  | 1  | 65   | 3    | 0.05 |
| Catania · Italia                            | 1.ª           |               |     |   |    |    |    |    |      |      |      |
| Catania · Italia                            | 1.ª           | 2007-08       | 6   | 0 | 2  | 0  |    |    | 8    | 0    | 0.00 |
| Catania · Italia                            | 1.ª           | 2008-09       | 5   | 0 | 2  | 0  |    |    | 7    | 0    | 0.00 |
| Catania · Italia                            | 1.ª           | 2009-10       | 25  | 0 | 1  | 0  |    |    | 26   | 0    | 0.00 |
| Catania · Italia                            | 1.ª           | 2010-11       | 23  | 0 | 2  | 0  |    |    | 25   | 0    | 0.00 |
| Catania · Italia                            | 1.ª           | 2011-12       | 6   | 0 | 2  | 0  |    |    | 16   | 1    | 0.06 |
| Catania · Italia                            | 1.ª           | 2012-13       | 28  | 0 | 3  | 0  |    |    | 31   | 0    | 0.00 |
| Catania · Italia                            | 1.ª           | 2013-14       | 18  | 0 |    |    |    |    | 18   | 0    | 0.00 |
| Catania · Italia                            | Total club    | Total club    | 111 | 0 | 12 | 0  |    |    | 123  | 1    | 0.08 |
| Rosario Central Argentina                   | 1.ª           |               |     |   |    |    |    |    |      |      |      |
| Rosario Central Argentina                   | 1.ª           | 2008-09       | 12  | 0 |    |    |    |    | 12   | 0    | 0.00 |
| Rosario Central Argentina                   | 1.ª           | 2015          | 14  | 0 | 2  | 0  |    |    | 16   | 0    | 0.00 |
| Rosario Central Argentina                   | 1.ª           | 2016          | 4   | 0 |    |    | 1  | 0  | 5    | 0    | 0.00 |
| Rosario Central Argentina                   | Total club    | Total club    | 30  | 0 | 2  | 0  | 1  | 0  | 33   | 0    | 0.00 |
| Total carrera                               | Total carrera | Total carrera | 219 | 2 | 14 | 0  | 18 | 1  | 251  | 4    | 0.01 |
| (3) No incluye goles en partidos amistosos. |               |               |     |   |    |    |    |    |      |      |      |

## Palmarés

### Campeonatos nacionales
| Título           | Club         | País      | Año    |
| ---------------- | ------------ | --------- | ------ |
| Primera División | Boca Juniors | Argentina | A-2003 |
| Primera División | Estudiantes  | Argentina | A-2006 |

### Campeonatos internacionales
| Título                | Club         | Sede         | Año  |
| --------------------- | ------------ | ------------ | ---- |
| Copa Intercontinental | Boca Juniors | Yokohama     | 2003 |
| Copa Sudamericana     | Boca Juniors | Buenos Aires | 2004 |